# Kakinac
Kakinac is een plaats in de gemeente Rovišće in de Kroatische provincie Bjelovar-Bilogora. De plaats telt 79 inwoners (2001).